# Filtro electrónico

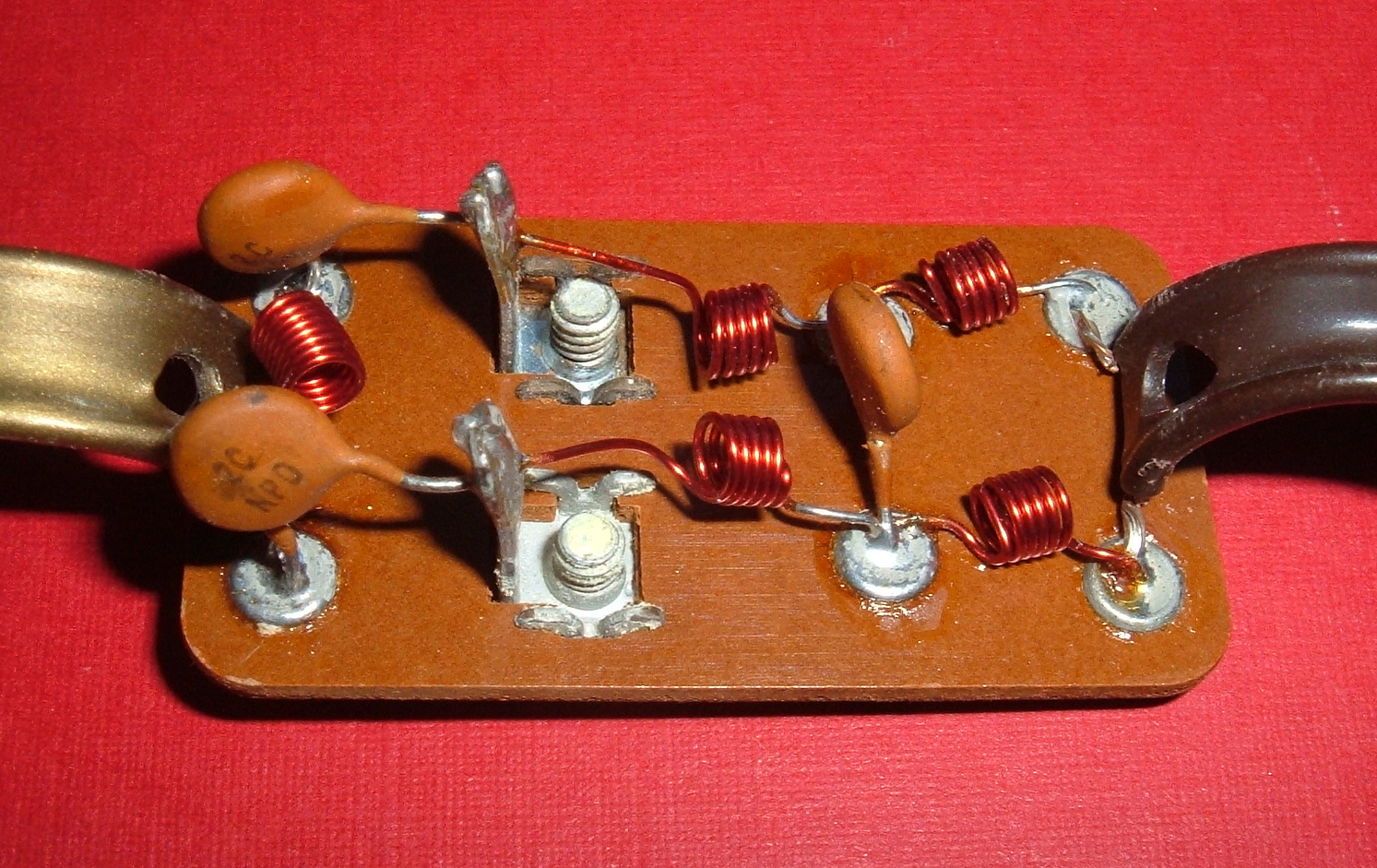
Distribuidor de señal de televisión hecho mediante un filtro de paso alto (izquierda) y un filtro de paso bajo (derecha). La antena está conectada a las terminaciones de los tornillos en la parte izquierda del centro.

Un filtro eléctrico o filtro electrónico es un elemento que discrimina una determinada frecuencia o gama de frecuencias de una señal eléctrica que pasa a través de él, pudiendo modificar tanto su amplitud como su fase.
Los filtros electrónicos pueden ser:
- Activos o pasivos.
- Analógicos o digitales.
- De paso alto (HPF), de paso bajo (LPF), de paso banda (BPF), elimina banda (filtros notch o filtros trampa) o "pasa-todo".
- De tiempos discretos o continuos.
- IIR (Respuesta infinita al impulso) o FIR (Respuesta finita al impulso).

Los filtros electrónicos más comunes son los filtros lineales.

## Historia
Los primeros filtros electrónicos fueron los filtros lineales pasivos analógicos, construidos solo con resistencias y condensadores o resistencias e inductores. Estos filtros se conocen como RC y RL de un polo respectivamente. Este tipo de filtros simples tienen un uso muy limitado. Los filtros LC de varios polos, aparecidos en 1910, permiten un mayor control sobre la respuesta a la señal.
Más tarde surgieron los filtros híbridos, que normalmente están compuestos por una combinación de amplificadores analógicos con resonancia mecánica o líneas de retardo. Otros dispositivos como los CCD (dispositivos de carga acoplada) con líneas de retardo analógicas también son usados como filtros de tiempo discreto.
Finalmente, con la llegada de la tecnología digital y el procesamiento digital de datos, se construyeron también los filtros activos digitales, muy populares en la actualidad.

## Tipos de filtros

### Activos y pasivos

#### Filtros pasivos
Las aplicaciones pasivas de filtros lineales están basadas en combinaciones de resistencias (R), inductores o bobinas (L) y condensadores (C). Los inductores y los condensadores son los elementos reactivos del filtro. El número de elementos reactivos determina el orden del filtro. Estos filtros son generalmente conocidos como filtros pasivos, ya que no dependen de ninguna fuente de energía externa y tampoco tienen ningún componente activo como, por ejemplo, los transistores, por esta razón, suelen tener poca potencia. Se utilizan para separar unas frecuencias determinadas del espectro y son relativamente difíciles de sintonizar.
Se pueden diferenciar distintos tipos de filtros pasivos:
- De un solo elemento: Los más simples y los primeros en aparecer, filtros RC y RL, formados solo por un elemento reactivo, excepto el filtro híbrido LC, que se caracteriza por tener inductancia y capacitancia integradas en un solo elemento.
- Filtros L: Formado por dos elementos reactivos, uno en serie y otro en paralelo.
- Filtros T y π: Formados por tres elementos reactivos, la diferencia entre T y π depende de la geometría del filtro. Pueden ser de paso bajo, alto, de banda o eliminadores de banda. Los componentes pueden distribuirse simétricamente o no, depende de las características de frecuencia requeridas. El filtro T de paso alto de la ilustración tiene una impedancia muy baja en frecuencias altas y una impedancia muy alta en bajas frecuencias. Esto significa que las altas frecuencias serán conducidas, mientras que las frecuencias bajas no. En cambio, el filtro π de paso bajo, transmitirá las bajas frecuencias y no las altas.
- Filtros de elementos múltiples: Normalmente se fabrican como una red de escaleras. Pueden verse como una continuación de los diseños de filtros en L, T y π. Se utilizan cuando se desea mejorar algún parámetro del filtro, normalmente en los filtros banda o de eliminación de banda.

#### Filtros activos
Tienen la misma finalidad que los filtros pasivos pero en su señal de salida pueden presentar toda o una parte de la señal de entrada. Para su implementación se combinan elementos activos y pasivos. Es habitual el uso del amplificador operacional, que permite obtener resonancia y un factor Q elevado sin necesidad de utilizar bobinas. En consecuencia del uso de amplificadores, tienen más potencia y son relativamente fáciles de sintonizar.

### Analógicos y digitales

#### Filtros analógicos
Los filtros clásicos. Diseñados para tratar señales analógicas. Diseñados con componentes analógicos como resistencias, condensadores y amplificadores operacionales.

#### Filtros digitales

Funcionamiento de un filtro de respuesta finita con n fases, cada una con un retraso independiente di y una ganancia de amplificación ai.

Diseñados para tratar señales digitales. El procesamiento de señales digitales permite la construcción de una gran variedad de filtros de forma económica. Una señal analógica es captada y convertida mediante conversión analógica-digital a una señal digital formada por una serie de números. Un programa informático de la CPU o de un DSP especializado calcula una serie de números de salida. Esta salida puede ser convertida ahora en una señal pasando por un proceso de conversión digital-analógica. A veces hay problemas con el "ruido" generado por las conversiones, pero este ruido puede ser controlado y limitado por muchos filtros. La señal de entrada debe ser de una frecuencia limitada o se generara el efecto conocido como aliasing.
Hoy en día la mayoría de filtros son digitales debido a la cantidad de beneficios de los sistemas digitales frente a los analógicos: repetibilidad, estabilidad, capacidad de ser redefinidos por un programador, tamaño, etc.

### Según la respuesta de frecuencia
De la teoría se obtiene que los filtros se caracterizan por su función de transferencia, por lo que cualquier configuración de elementos activos o pasivos que consigan una cierta función de transferencia, serán considerados filtros de un cierto tipo.
Los inductores bloquean las señales de alta frecuencia y conducen las señales de baja frecuencia, mientras los condensadores trabajan al contrario. Un filtro en el que la señal pasa a través de un inductor o en el cual el condensador desvía una corriente a tierra, presenta menos atenuación ante las señales de baja frecuencia que ante las de alta frecuencia, por lo que es un paso de baja frecuencia. Si la señal pasa a través de un condensador o tiene una toma de tierra a través del inductor, entonces el filtro presentará menos atenuación ante las señales de alta frecuencia que ante las de baja frecuencia, por lo que es un filtro de paso alto. Las resistencias por sí mismas no tienen propiedades de selección de frecuencias, pero se unen a los condensadores e inductores con el fin de determinar las constantes temporales del circuito, y en consecuencia las frecuencias a las que este responde.

#### Filtro de paso bajo (LPF)

Filtro de paso bajo π

Se caracteriza por permitir el paso de las frecuencias más bajas y atenuar las frecuencias más altas. Este tipo de filtro requiere dos terminales de entrada y dos de salida y una caja negra, también llamada bipuerto o cuadripolo. De esta forma, la entrada recoge todas las frecuencias, mientras que en la señal de salida solo se encontrarán las frecuencias que permita el filtro. 

Filtro electrónico de paso bajo de un circuito RC.

#### Filtro de paso alto (HPF)
Está formado por una resistencia y un condensador conectados en serie, de forma que el condensador permite solo el paso de las frecuencias situadas por encima de una frecuencia particular, llamada frecuencia de corte (Fc) y atenúa las frecuencias por debajo de esta.

Filtro de paso alto T

Sus aplicaciones más comunes son las de eliminar o reducir la información no deseada en un espectro de audio por debajo de los 40-70 hercios (Hz). Es decir, está eliminando las señales por debajo de la frecuencia audible para proteger los altavoces y evitar pérdidas de potencia del amplificador.

#### Filtro de paso banda (BPF)
Es aquel que permite el paso de frecuencias comprendidas en un determinado rango de frecuencias, es decir, entre una frecuencia de corte superior (FH) y una inferior (FL).
Se usa en ecualizadores de audio, haciendo que unas frecuencias se amplifiquen más que otras. También para eliminar los sonidos que a parecen alrededor de una señal conocida. Fuera de la electrónica y del procesamiento de señales, se utilizan en el campo de las ciencias atmosféricas para manejar los datos dentro de un rango de unos 3 a 10 días.

#### Filtro de banda eliminada
Funciona al revés que el filtro de paso banda, es decir, dificulta el paso de las frecuencias comprendidas en un determinado rango de frecuencias.
Son útiles para eliminar las interferencias de frecuencias conocidas como, por ejemplo, las interferencias que una red electrónica provoca sobre los equipos y que está fijada a unos 50 Hz.

#### Filtro multibanda
Presenta distintos rangos de frecuencias para los cuales tiene un comportamiento distinto.

#### Filtro variable
Puede cambiar sus márgenes de frecuencia dependiendo de la función que se quiera realizar.
Para altas frecuencias (por encima de los 100 MHz), a veces los inductores se presentan en forma de bucles o tiras de chapas de metal, mientras que algunos condensadores consisten en tiras adyacentes de metal.

## Función de transferencia
Con independencia de la realización concreta del filtro, salvo que debe ser lineal, (analógico, digital o mecánico) su forma de comportarse se describe por su función de transferencia. Esta determina la forma en que la señal aplicada cambia en amplitud y en fase, para cada frecuencia, al atravesar el filtro. La función de transferencia elegida tipifica el filtro. Algunos filtros habituales son:
- Filtro de Butterworth, con una banda de paso suave y un corte agudo.
- Filtro de Chebyshev, con un corte agudo pero con una banda de paso con ondulaciones
- Filtros elípticos o filtro de Cauer, que consiguen una zona de transición más abrupta que los anteriores a costa de oscilaciones en todas sus bandas
- Filtro de Bessel, que, en el caso de ser analógico, aseguran una variación de fase constante

Se puede llegar a expresar matemáticamente la función de transferencia en forma de fracción mediante las transformaciones en frecuencia adecuadas. Se dice que los valores que hacen nulo el numerador son los ceros y los que hacen nulo el denominador son polos.
El número de polos y ceros indica el orden del filtro y su valor determina las características del filtro, como su respuesta en frecuencia y su estabilidad.

## Orden
El orden de un filtro describe el grado de aceptación o rechazo de frecuencias por arriba o por debajo, de la respectiva frecuencia de corte. Un filtro de primer orden, cuya frecuencia de corte sea igual a (F), presentará una atenuación de 6  dB en la primera octava (2F), 12 dB en la segunda octava (4F), 18 dB en la tercera octava (8F) y así sucesivamente. Si queremos conocer la pendiente de atenuación del filtro cuando disponemos de la relación de frecuencias en términos de décadas (10F), la correspondencia es de 20 dB/década para primer orden, 40 dB para segundo, etc. (siempre representado en escala logarítmica).
Para realizar filtros analógicos de órdenes más altos se suele realizar una conexión en serie de filtros de 1.º o 2.º orden debido a que a mayor orden el filtro se hace más complejo. Sin embargo, en el caso de filtros digitales es habitual obtener órdenes superiores a 100.

## Otros filtros

#### Filtro de cuarzo o filtro piezoeléctico
Es aquel que aprovecha las propiedades resonantes de determinados materiales como el cuarzo.

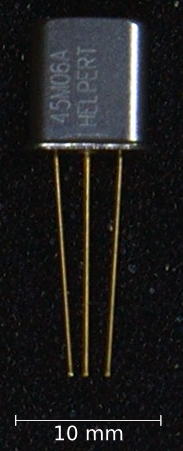
Filtro piezoeléctrico con una frecuencia de 45 MHz y amplitud de banda B_{3dB} de kHz

En los últimos años de la década de 1930, los ingenieros descubrieron que los sistemas mecánicos pequeños hechos con materiales rígidos como el cuarzo tienen propiedades de resonancia para ciertas frecuencias de radio. Algunos de estos primeros sistemas de resonancia estaban hechos de acero, pero pronto se descubrió que el cuarzo daba mejores resultados gracias a que es un material piezoeléctrico. Esto significa que los sistemas de resonancia de cuarzo pueden convertir directamente su propio movimiento mecánico a señales eléctricas. Otra ventaja es su bajo coeficiente de expansión térmica, lo que significa que pueden producir frecuencias estables a través de un amplio rango de temperaturas. Los filtros de cristal de cuarzo tienen mucha más calidad que los filtros LCR. Cuando se requieren estabilidades más altas, estos pueden ser montados en un "horno de cristal" para controlar la temperatura. Para filtros de banda muy estrecha, a veces se emplean varios cristales puestos en serie.

#### Filtros SAW
Fueron desarrollados por un equipo de ingenieros entre los cuales se encuentra Ted Paige. Los filtros SAW (Surface Acoustic Wave) son dispositivos electromecánicos usados frecuentemente en aplicaciones de radiofrecuencia. Las señales eléctricas se convierten en ondas mecánicas gracias a un dispositivo formado por cristal piezoeléctrico o cerámica. Esta onda se retrasa mientras se propaga por el dispositivo antes de ser convertida de nuevo en una señal eléctrica por más electrodos. Esta salida es recombinada hasta producir una implementación analógica de un filtro de respuesta finita al impulso. Su rango de frecuencias está limitado para frecuencias por encima de los 3 GHz.

#### Filtros BAW
Los filtros BAW (bulk acoustic wave) son dispositivos electromecánicos capaces de poner en marcha filtros en forma de escalera o de red. Normalmente trabajan con frecuencias de entre 2 y 16 GHz y son más pequeños y delgados que los filtros SAW equivalentes. Una variante de estos filtros son los filtros FBAR.

#### Filtros Garnet o YIFG
Filtra desde frecuencias de microondas de 800 MHz hasta frecuencias de 5 GHz. Consiste en una esfera sintética de cristal hecha por una combinación química de itrio y hierro. Esta esfera se sitúa sobre una tira de metal unida a un transistor y una pequeña antena que toca la parte de arriba de la esfera. Mediante este método, usando un electroimán se puede cambiar la frecuencia que dejará pasar la esfera. Su ventaja es que puede trabajar con una gran gama de frecuencias si se cambia la fuerza del campo magnético.

#### Filtros atómicos
Para frecuencias muy altas y para obtener una alta precisión, se usan las vibraciones atómicas. Los relojes atómicos usan máseres de cesio como filtros de ultra alta frecuencia para estabilizar sus oscilaciones primarias. Los máseres de rubí se emplean para frecuencias altas y fijas y con señales de radio muy débiles.
La ferrita se usa como filtro en muchos tipos de cables, por ejemplo en los de las pantallas de ordenador; este filtro tiene la propiedad de presentar distinta impedancia a alta y baja frecuencia, lo que impide interferencias no deseadas.

## Factor de calidad o factor Q
El factor de calidad de un filtro se halla mediante la fórmula:
{\displaystyle Q=fo/AB}
- fo = frecuencia de resonancia.
- AB = ancho de banda.